# Disa virginalis
Disa virginalis es una especie fanerógama de orquídea de hábito terrestre.  Es nativa de Sudáfrica, Provincia Septentrional del Cabo.

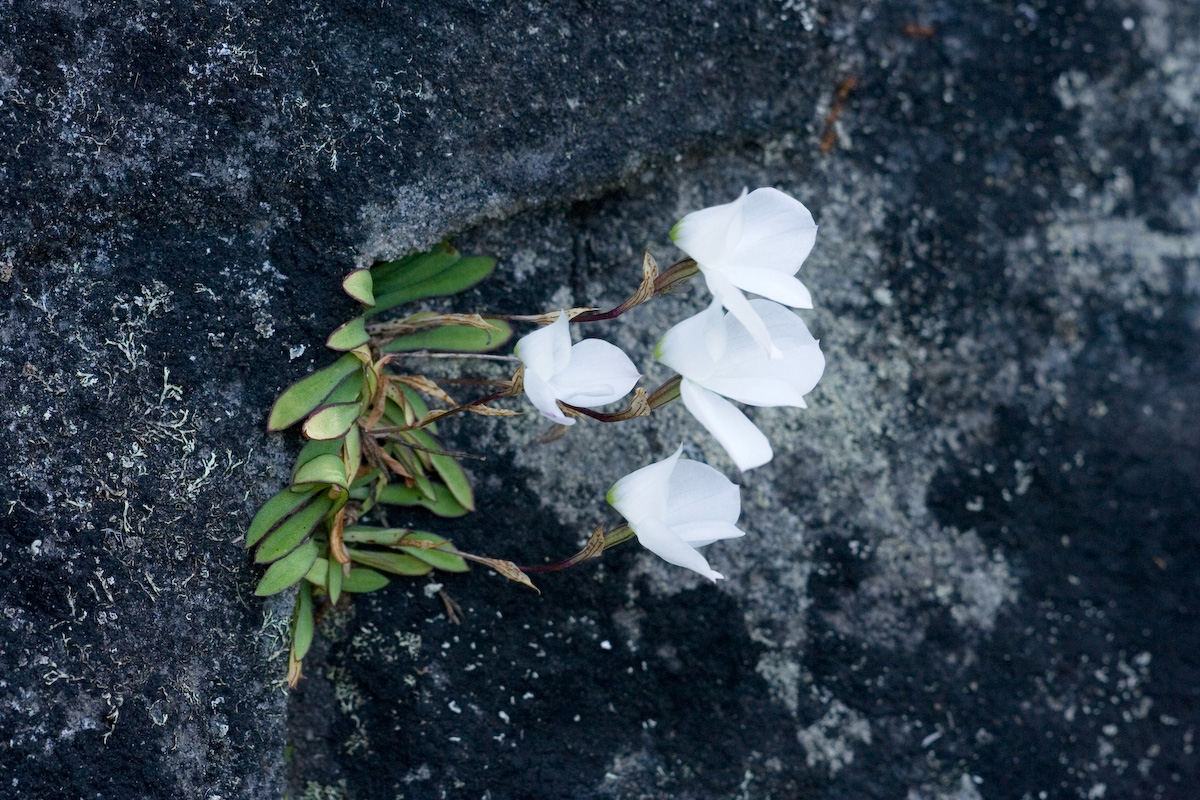
Vista de la planta

## Descripción
Es una orquídea de raíces tuberosas vellosas con pocas ramas y tallos sin ramas o vellosidad, con hojas generalmente anuales, la inflorescencia también ramificada, las flores de sépalo dorsal y pétalos oblongos, con la columna prominente, con dos polinias.

## Taxonomía
Disa virginalis fue descrita por Hans Peter Linder  y publicado en Novon 8(4): 405, f. 1. 1998.
Etimología
Disa : el nombre de este género es una referencia a  Disa, la heroína de la mitología nórdica hecha por el botánico Carl Peter Thunberg.
virginalis: epíteto latino de virginales que significa  "virginal, blanco, inmaculado".